# だから一歩前へ踏み出して
「だから一歩前へ踏み出して」はHi-Fi CAMPの5枚目のシングルである。2009年8月5日発売。

## 概要
前作から約3か月ぶりとなり、2週間後に発売される1stアルバム「1st BEST」からの先行シングル。前作に続き「ポカリスエット」のCMソング。ジャケットやMVに、中村俊輔や川口春奈が登場。

## 収録曲
作詞：SOYA / 作曲：Hi-Fi CAMP / 編曲：AIBA
1. だから一歩前へ踏み出して
2. RadicalisM